# Астрильдик
Астри́льдик (Nesocharis) — рід горобцеподібних птахів родини астрильдових (Estrildidae). Представники цього роду мешкають в Центральній Африці. Рід Астрильдик (Nesocharis) є сестринським по відношенню до жовточеревого астрильда з монотипового роду Coccopygia.

## Види
Виділяють два види:
- Астрильдик куций (Nesocharis shelleyi)
- Астрильдик чорнохвостий (Nesocharis ansorgei)

## Етимологія
Наукова назва роду Nesocharis походить від сполучення слів дав.-гр. νησος — острів (Біоко) і χαρις — привабливість.